# Wissenschaftsbetrieb
Wissenschaftsbetrieb bezeichnet die Gesamtheit der von Bürgern, Staat und Unternehmungen geschaffenen und finanzierten, international verflochtenen Einrichtungen von Wissenschaft oder Wissenschaftsinstitutionen, in denen sich wissenschaftliche Forschung alltäglich vollzieht, mit ihren administrativen Regeln und bürokratischen Routinen.

## Bedeutung des Begriffs
Das Wort „Wissenschaftsbetrieb“ verdrängte im 20. Jahrhundert den Begriff der Gelehrtenrepublik (lateinisch res publica literaria). Noch im 19. Jahrhundert wurde der Wissenschaftsbetrieb auch in Deutschland in erster Linie als republikanisch organisierte Gemeinschaft der Forschenden verstanden.
Der englische Begriff scientific community (Wissenschaftsgemeinde, genauer: Gemeinschaft von Wissenschaftlern) drückt dagegen auch heute noch den Aspekt einer Gemeinschaft der Forschenden und ihrer speziellen Handlungsformen aus.
Der Begriff des Wissenschaftsbetriebs, der sich inzwischen weitgehend durchgesetzt hat, betont insbesondere die Institutionalisierung und Ökonomisierung der Wissenschaft, die sich im 19. und 20. Jahrhundert entwickelten. Daneben bezeichnet der Begriff auch die Alltäglichkeit der Forschung im Kontext von gesellschaftlicher Organisiertheit (→Wissenschaftssoziologie). Dabei wird im Sinne von Betriebsamkeit von Wissenschaftlern auch alles im alltäglichen Forschungsprozess außerhalb der wissenschaftlichen Erkenntnis(gewinnung) selbst liegende soziale Handeln (Tun, Dulden, Unterlassen), vor allem Personal- und Mikropolitik, Veröffentlichungspraxis, Staats- und/oder Drittmittelförderung, Lehre bzw. Ausbildung, Infrastruktur, Mittelverteilung angesprochen.

## Institutionalisierung des Wissenschaftsbetriebs

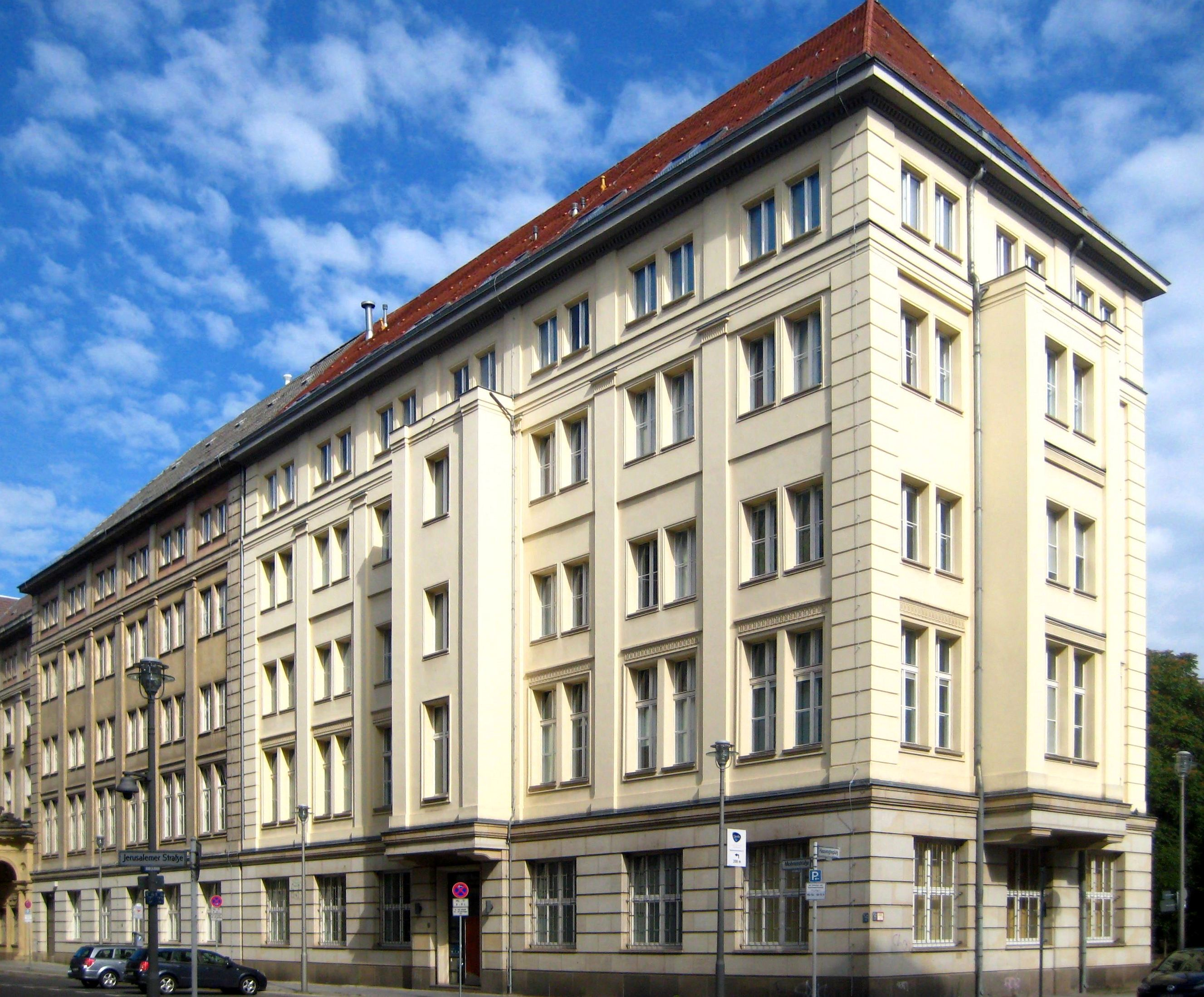
Sitz des Weltverbandes Internationale Mathematische Union in Berlin

Eine frühe dokumentierte Form eines organisierten wissenschaftsähnlichen Lehrbetriebs findet sich im antiken Griechenland mit der Platonischen Akademie, die (mit Unterbrechungen) bis in die Spätantike Bestand hatte.
Wissenschaft der Neuzeit findet traditionell an Universitäten statt, die auf diese Idee zurückgehen. Daneben sind Wissenschaftler auch an Akademien, Ämtern, privat finanzierten Forschungsinstituten, bei Beratungsfirmen und in der Wirtschaft beschäftigt.
Eine bedeutende öffentliche Förderorganisation in Deutschland ist die Deutsche Forschungsgemeinschaft, die projektbezogene Forschung an Universitäten und außeruniversitären Einrichtungen fördert. Daneben existieren weitere Forschungsträgerorganisationen, wie etwa die Fraunhofer-Gesellschaft, die Helmholtz-Gemeinschaft Deutscher Forschungszentren, die Max-Planck-Gesellschaft und die Leibniz-Gemeinschaft, die – von Bund und Ländern finanziert – eigene Forschungsinstitute betreiben.
In Österreich entsprechen der DFG der Fonds zur Förderung der wissenschaftlichen Forschung (FWF) sowie die Österreichische Forschungsförderungsgesellschaft (FFG), in der Schweiz und Frankreich die nationalen Forschungsfonds. Andere Fonds werden z. B. von Großindustrien oder dem Europäischen Patentamt dotiert.
Das sogenannte Peer-Review gilt im heutigen Wissenschaftsbetrieb als eine sehr wichtige Methode, um die Qualität von wissenschaftlichen Publikationen zu gewährleisten. Diese Qualität und die Veröffentlichungswürdigkeit korrelieren.

## Kommunikation, Interdisziplinarität und Transfer
Neben den wissenschaftlichen Veröffentlichungen erfolgt der Austausch mit anderen Forschern durch Fachkonferenzen, bei Kongressen der internationalen Dachverbände und scientific Unions (z. B. IUGG, COSPAR, IUPsyS, ISWA, SSRN) oder der UNO-Organisation. Auch Einladungen zu Seminaren, Institutsbesuchen, Arbeitsgruppen oder Gastprofessuren spielen eine Rolle. Von großer Bedeutung sind auch Auslandsaufenthalte und internationale Forschungsprojekte.
Für die interdisziplinäre Forschung wurden in den letzten Jahrzehnten eine Reihe von Instituten geschaffen, in denen industrielle und universitäre Forschung zusammenwirken (Wissenschaftstransfer). Zum Teil verfügen Unternehmen aber auch über eigene Forschungseinrichtungen, in denen Grundlagenforschung betrieben wird.

## Teilnehmer im Wissenschaftsbetrieb
Die eigentliche Teilnahme am Wissenschaftsbetrieb ist grundsätzlich nicht an Voraussetzungen oder Bedingungen geknüpft: Die wissenschaftliche Betätigung außerhalb des akademischen oder industriellen Wissenschaftsbetriebs steht jedermann offen und ist auch gesetzlich von der Forschungsfreiheit abgedeckt. Universitäten bieten außerdem die voraussetzungsfreie Teilnahme am Lehrbetrieb als Gasthörer an. Wesentliche wissenschaftliche Leistungen außerhalb eines beruflichen Rahmens sind jedoch die absolute Ausnahme geblieben. In der Regel sind die Teilnehmer organisiert in ihrer jeweiligen fachspezifischen Wissenschaftsgemeinde, in der sogenannten science community.
Die staatlich finanzierte, professionelle Tätigkeit als Wissenschaftler ist meist an die Voraussetzung des Abschlusses eines Studiums gebunden, für das wiederum meist die Hochschulreife notwendig ist. Leitende öffentlich finanzierte Positionen in der Forschung und die Beantragung von öffentlichen Forschungsgeldern erfordern die Promotion, die Professur die Habilitation. In den USA findet sich statt der Habilitation das Tenure-Track-System, das 2002 in Form der Juniorprofessur auch in Deutschland eingeführt werden sollte, wobei allerdings kritisiert wird, dass ein regelrechter Tenure Track, bei dem den Nachwuchswissenschaftlern für den Fall entsprechender Leistungen eine Dauerstelle garantiert wird, in Deutschland nach wie vor eine Ausnahme darstellt.
Dementsprechend stellt die Wissenschaft durchaus einen, gewissen Konjunkturen unterliegenden Arbeitsmarkt dar, bei dem insbesondere der Nachwuchs angesichts der geringen Zahl an Dauerstellen ein hohes Risiko eingeht. Besonders die gestiegene Beteiligung von Frauen an Promotion und Habilitation sowie die mit den neueren hochschulpolitischen Entwicklungen einhergehende Fokussierung und somit Beschneidung der thematischen Breite von Lehre und Forschung führt auf diesem zu einem erhöhten Konkurrenzdruck.

## Auseinandersetzung mit dem Wissenschaftsbetrieb
Für die Wissenschaftspolitik an Bedeutung gewonnen hat die Wissenschaftsforschung, die wissenschaftliche Praxis mit empirischen Methoden zu untersuchen und zu beschreiben versucht. Dabei kommen unter anderem Methoden der Scientometrie zum Einsatz. Die Ergebnisse der Wissenschaftsforschung haben wiederum im Rahmen von Evaluationsverfahren Einfluss auf forschungspolitische Entscheidungen und damit indirekt auf den Wissenschaftsbetrieb.
Gesellschaftliche Fragen innerhalb des Wissenschaftsbetriebs sowie die gesellschaftlichen Zusammenhänge und Beziehungen zwischen Wissenschaft, Politik und übriger Gesellschaft untersucht die Wissenssoziologie, aber auch die Kultur- und Sozialwissenschaft. „Der Kulturbegriff wirft dabei den Blick auch auf jene nichtfachlichen Verhaltensweisen, die als Handlungsroutinen, Fachsprachen, Kleidungsvorschriften, Habitus usw. auch den Wissenschaftsbetrieb als ein spezifisches soziales Feld kennzeichnen.“
Wichtige Beiträge zur soziologischen Betrachtung des Wissenschaftsbetriebs lieferte der französische Soziologe und Philosoph Bruno Latour, Begründer der Akteur-Netzwerk-Theorie. Auf Grundlage seiner 1975 Studien im kalifornischen Salk Institute entwickelte er eine sozialkonstruktivistische Sichtweise von Forschungskulturen in wissenschaftlichen Institutionen.
Die fortschreitende Institutionalisierung des Wissenschaftsbetriebs bis hin zur Großforschung („big science“) wird zunehmend auch kritisch gesehen. Seit Ende des Kalten Krieges entbrannte in den vornehmlich westlichen Gesellschaften eine Technologiedebatte, in der die Forschung, beispielsweise zur Atom- und Kernphysik oder zur Gentechnik, weniger als Segen denn als Bedrohung für die demokratische Gesellschaft diskutiert wird. Inwiefern allerdings gangbare Alternativen bestehen, wie beispielsweise die sogenannte Bürgerwissenschaft (englisch „Citizen Science“), die für mehr Transparenz und demokratische Steuerung in den Wissenschaften sorgen sollen, wird sehr kontrovers diskutiert. Diskutiert wird auch eine im 21. Jahrhundert in den Industriegesellschaften verstärkt auftretende Skepsis gegenüber der Wissenschaft angesichts der großen Krisen durch den Klimawandel oder die COVID-19-Pandemie, die teilweise auch offen umschlägt in eine wissenschafts- und aufklärungsfeindliche Haltung.

### Publizistische Verarbeitung
Der Naturwissenschaftler (Chemiker) und Schriftsteller Carl Djerassi bezeichnete den nicht nur empirischen, sondern strukturellen Widerspruch zwischen wissenschaftlichem Erkenntnisprozess (als selbstloses Streben nach Wahrheit) und der Organisation der Wissenschaftsgemeinde (in Form des Wissenschaftsbetriebs) als zwei Seiten derselben Medaille. Im Postscript seines Satireromans Cantor’s Dilemma (1989) kennzeichnete Djerassi den Doppelcharakter von Wissenschaft folgendermaßen:

„Science is both disinterested pursuit of truth and a community, with its own customs, its own social contract. (Zu deutsch etwa: Wissenschaft bedeutet sowohl selbstloses Streben nach Wahrheit als auch eine Gemeinschaft mit ihren eigenen Sitten und Gebräuchen, Vorstellungen und Gesetzen.)“

Der Kunstwissenschaftler Robert Kudielka, dessen Arbeiten sich unter anderem mit Hermeneutik und Erkenntnistheorie beschäftigen, sieht gerade auch in der Institutionalisierung des Wissenschaftsbetriebs ein Problem. Denn sei in der Zeit der Etablierung der Wissenschaften im 19. Jahrhundert noch offene Methodenstreits und Fragen des Erkenntnisinteresses diskutiert worden, würde dies in der modernen Wissenschaft in dieser Weise nicht mehr geschehen. 

„Das Problem der Wissenschaft heute ist, glaube ich, ein bisschen anders gelagert, und darin etwas prekärer. Ich glaube, im Zuge der eigenen kulturellen Entwicklung, die sie hervorgebracht hat, ist die Wissenschaft selber ein institutioneller Faktor geworden. Die Wissenschaft ist eine Institution, die fest eingerichtet ist in unserer Wirklichkeit, die Teil unserer Wirklichkeit ist, und darin natürlich auch alle Gefahren sichtbar macht, die daraus erwachsen: nämlich zum Beispiel das Problem der Abstandslosigkeit, der undurchschauten Abhängigkeiten, der blinden und naiven Volksgläubigkeit in der Erprobung von Methoden, und dergleichen mehr. Die Wissenschaft heute hat, glaube ich, ein eigenartiges Defizit an methodischem Bewusstsein.“

In der Belletristik ist der Wissenschaftsbetrieb ein häufig anzutreffendes Sujet, das aber selten über eine bloße Kulissenhaftigkeit hinausreicht. Eine erste ernstzunehmende Auseinandersetzung mit dem Wissenschaftsbetrieb publizierte der britische Autor und spätere Wissenschaftspolitiker Charles Percy Snow in den 1930er Jahren. In der Folgezeit veröffentlichte er zahlreiche weitere Romane, die den akademischen Wissenschaftsbetrieb in staatlichen Einrichtungen thematisieren. Hermann Kant diskutierte in seinem preisgekrönten Roman Die Aula den Wissenschaftsbetrieb der Ostzone und der frühen DDR. Zu nennen ist auch der deutsche Anglist und Schriftsteller Dietrich Schwanitz, der in seinem Roman Der Zirkel (1998) ein satirisch-ätzendes Zeit- und Sittenbild der Wissenschaftsbetriebsamkeit im gesamtdeutschen Universitätssystem der 1990er Jahre gezeichnet hat, in dem dieser gesellschaftliche Bereich als letztlich unreformierbar erscheint. Der Wissenschaftsbetrieb außeruniversitärer Forschungszentren, also Forschungseinrichtungen mit zum Teil sehr großen Forschungsinfrastrukturen, wird literarisch u. a. in den 2012 erschienenen Romanen des Naturwissenschaftlers Bernhard Kegel (Ein tiefer Fall) und des Autorengespanns Ann-Monika Pleitgen und Ilja Bohnet („Teilchenbeschleunigung“) verarbeitet, in denen der Wissenschaftsbetrug in den Mittelpunkt der Handlung gestellt wird. Die prekären Arbeitsverhältnisse im Wissenschaftsbetrieb durch befristete Arbeitsverträge und entsprechende Abhängigkeiten in der Zeit des Umbruchs in Deutschland in den 1990er Jahren bis heute verdichtet die Ethnologin und Schriftstellerin Anna Sperk in ihrem Debüt-Roman ("Die Hoffnungsvollen").

## Historische Literatur
- Michael Hubenstorf, Peter Th. Walther: Politische Bedingungen und allgemeine Veränderungen des Berliner Wissenschaftsbetriebes 1925–1950. In: Wolfram Fischer, Klaus Hierholzer, Michael Hubenstorf, Peter Th. Walther, Rolf Winau (Hrsg.): Exodus von Wissenschaften aus Berlin. Fragestellungen – Ergebnisse – Desiderate. Entwicklungen vor und nach 1933. Berlin 1994, S. 5–100.
- Matthias Kölbel: Wissensmanagement in der Wissenschaft. Das deutsche Wissenschaftssystem und sein Beitrag zur Bewältigung gesellschaftlicher Herausforderungen. Dissertation. Gesellschaft für Wissenschaftsforschung (GeWIF). Berlin. 2004. ISBN 978-3-934682-60-3